# Caroline Weldon
Caroline Weldon (nascuda amb el nom de Susanna Karolina Faesch; 4 de desembre de 1844 - 15 de març de 1921) va ser una artista i activista suïssa-nord-americana de l'Associació National Indian Defense. Weldon es va convertir en confident i secretària personal del líder indi Lakota Sioux Sitting Bull durant l'època en què els indis de les planes havien adoptat el moviment Ghostdance.

## Joventut
Caroline Weldon va néixer amb el nom de Susanna Karolina Faesch el 4 de desembre de 1844 a Kleinbasel, al cantó de Basilea, Suïssa. El seu pare era Johann Lukas Faesch, un oficial militar mercenari suís de carrera que servia en un regiment suís a França; la seva mare era Anna Maria Barbara. Era membre de la família Faesch, que formava part de la noblesa suïssa. Va arribar a Amèrica el 1852, juntament amb la seva mare, instal·lant-se a Brooklyn. Aquell any, la seva mare es va tornar a casar amb el revolucionari i metge alemany exiliat, el doctor Karl Heinrich Valentiny, que dirigia una consulta mèdica a Brooklyn. El 1866, Susanna Carolina Faesch es va casar a Brooklyn amb el doctor Bernhard Claudius Schlatter, metge i compatriota suís. El seu matrimoni amb Schlatter es va mantenir sense fills i va ser infeliç. El juny de 1876 va fugir amb un home casat identificat als registres judicials com Christopher J. Stevenson. Vivint poc temps amb Stevenson en un apartament llogat a Hoboken, va donar a llum un nen a finals de 1876 o principis de 1877, un nen que va anomenar Christie. No obstant això, la seva relació romàntica amb Stevenson no va durar perquè aviat l'abandonaria per tornar amb la seva dona durant molts anys. Caroline es va veure obligada a tornar a Brooklyn per viure amb la seva mare i el seu padrastre. El seu marit separat Bernhard Schlatter va sol·licitar el divorci, que va ser concedit el 1883.

## Trajectòria

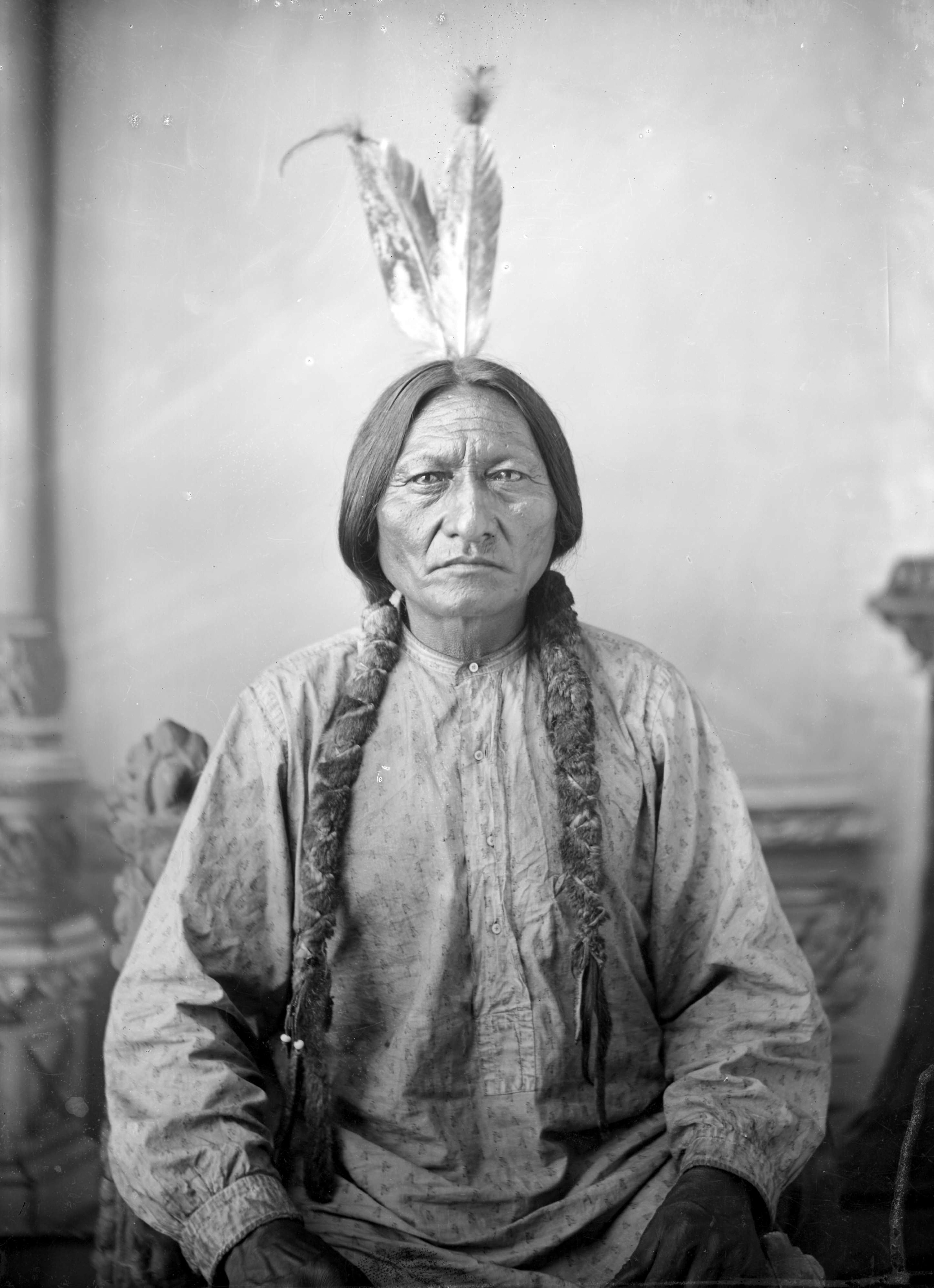
Toro Assegut de DF Barry en una foto del 1883.

Weldon va perseguir els seus interessos en l'art. Després del divorci amb el seu marit i d'haver estat abandonada pel seu amant, es va comprometre amb la causa dels nadius americans. A la mort de la seva mare el 1887 havia heretat uns diners que li permetien no dependre de ningú. Un temps després va canviar el seu nom a Caroline Weldon, presumiblement per permetre-li deixar el seu passat enrere, encara que els motius exactes d'aquesta acció encara són desconeguts. L'estiu de 1889 Caroline Weldon va viatjar al Territori de Dakota per complir el seu somni de viure entre els sioux. S'havia unit a la NIDA, l'Associació Nacional de Defensa de l'Índia, encapçalada per. Thomas Bland i la seva dona Cora Bland, embarcant-se en una recerca per ajudar els sioux en la seva lluita contra l'intent del govern dels EUA sota la Llei Dawes d'expropiar grans porcions de la Gran reserva sioux amb el propòsit d'obrir-ne alguns per als assentaments blancs i amb la intenció de fer viables econòmicament les creacions dels dos nous estats de Dakota del Nord i Dakota del Sud. Va fer amistat amb Toro Assegut, líder de la facció tradicionalista entre els sioux i actuava com a secretària, intèrpret i advocat. Després d'haver-se traslladat amb el seu fill petit Christie a viure al recinte de Toro Assegut al riu Grand, a la reserva índia de Standing Rock, els seus enfrontaments i el desafiament obert de l'agent indi James McLaughlin no van ajudar a donar-li popularitat per al públic en general. McLaughlin va iniciar una campanya de desprestigi, que va provocar que fos odiada i insultada per gran part de la comunitat blanca i criticada en la premsa nacional. Quan l'estiu de 1890 el Moviment de Ghostdance va arrasar per les reserves índies d'Occident, ella ho va denunciar i va advertir a Toro Assegut que donaria al govern una excusa per fer-li mal i convocar els militars per a una intervenció que es traduiria en la destrucció de la Nació Sioux. Bou Assegut es va girar en contra d'ella i quan el seu fill va caure malalt al novembre va decidir marxar. Els esdeveniments posteriors de l'assassinat de Toro Assegut i la massacre de Wounded Knee el desembre següent van donar-li la raó, i va créixer la seva sensació d'inutilitat i fracàs. El seu fill va morir el 19 de novembre de 1890, mentre estava al vaixell fluvial Chaska prop de Pierre. Volia anar cap a la seva nova llar a Kansas City. Va viure breument a aquesta darrera ciutat amb el seu nebot Friedrich William Schleicher, un professor d'escola, només per tornar finalment a Brooklyn. Poc després va desaparèixer en la foscor.
Weldon va pintar quatre retrats de Toro Assegut dels quals se sap que n'han sobreviscut dos. Un d'ells està en mans de la North Dakota Historical Society a Bismarck, ND i l'altre al Museu Històric d'Arkansas a Little Rock, AR.

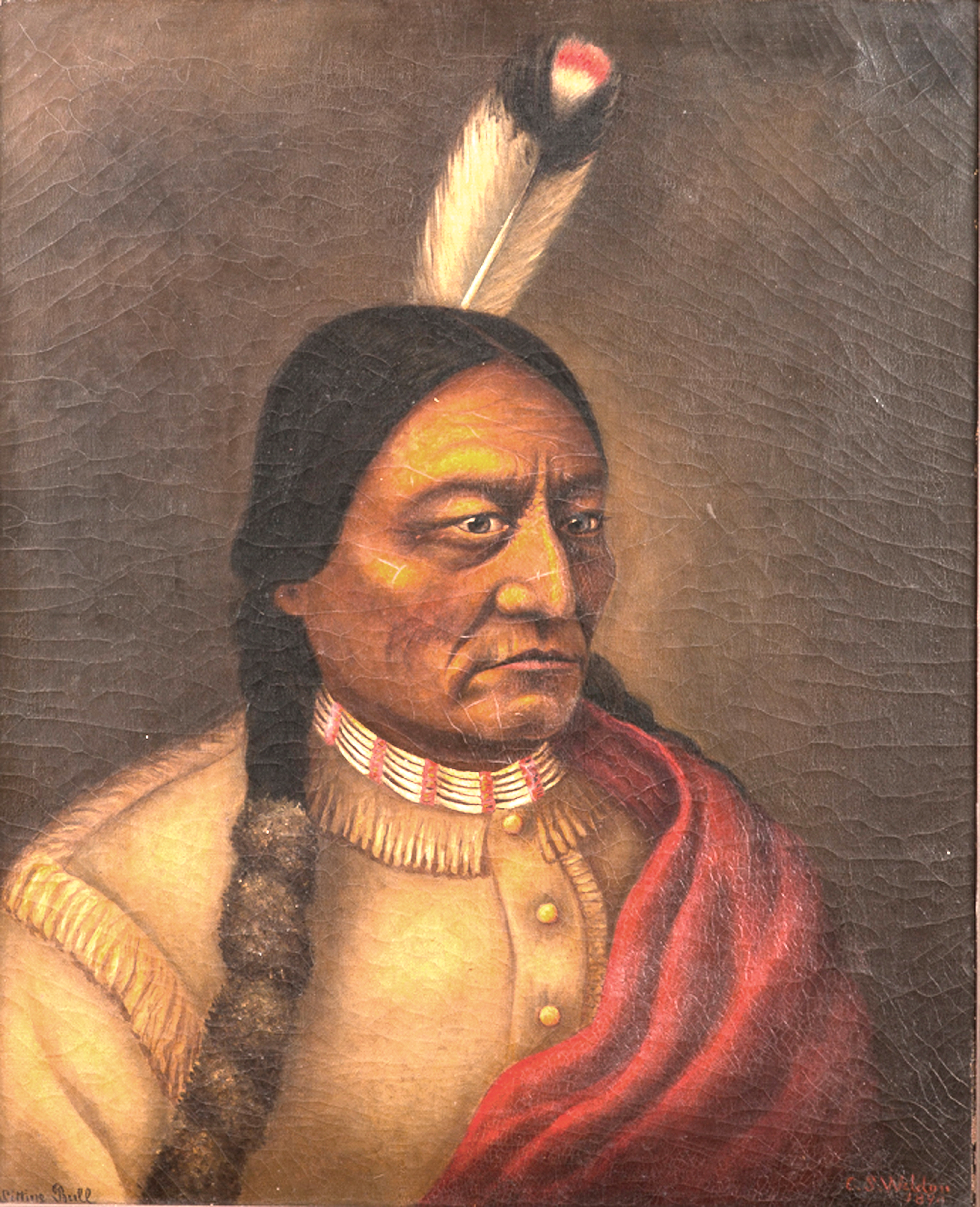
Toro assegut, de Caroline Weldon, 1890, oli sobre tela

## Darrers anys

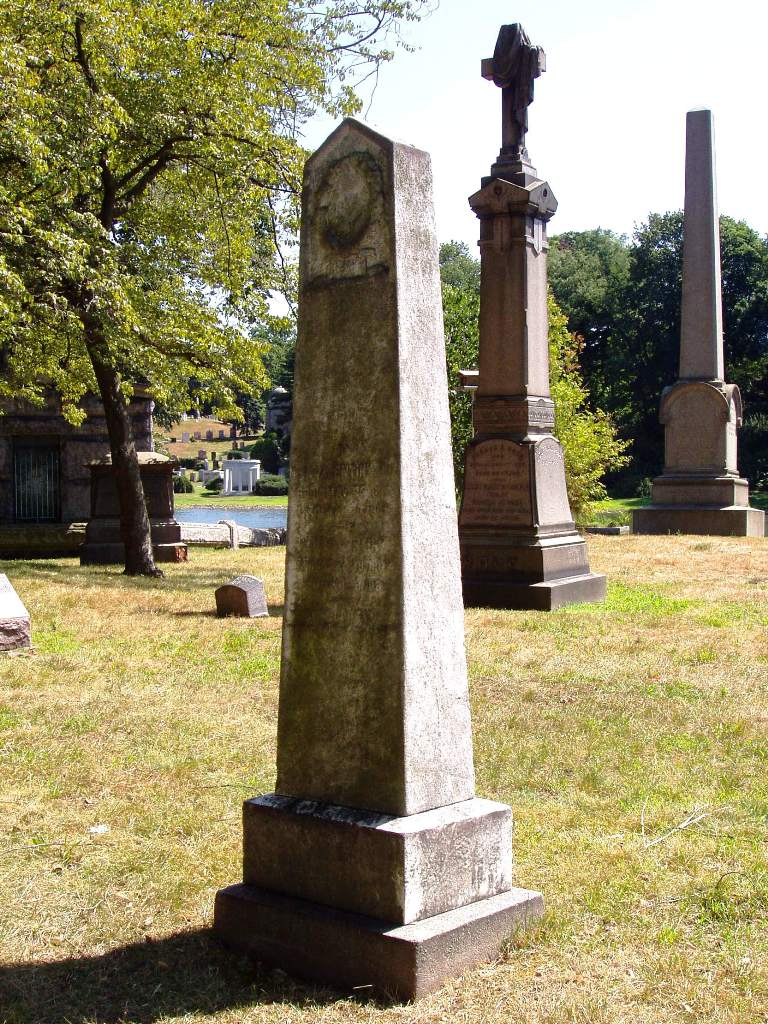
Sepultura de Weldon al cementiri de Green Wood, Brooklyn, Nova York.

Weldon va morir sola al seu apartament de Brooklyn el 15 de març de 1921. La causa de la mort va ser les cremades accidentals de tercer grau d'una espelma a la cara i al cos. Va ser enterrada a la parcel·la de la família Valentiny, al cementiri Green Wood de Brooklyn, Nova York.

## En la cultura popular
El poeta i dramaturg Derek Walcott es refereix a Weldon i la seva vida a la seva obra The Ghost Dance i al seu poema èpic Omeros. Presenta la història dels nadius americans juntament amb la de la desaparició del poble nadiu arawak a Santa Llúcia, al Carib.
La pel·lícula La dona que va davant narra la vida de Weldon entre els sioux.
El cementiri de Green-Wood de Brooklyn, NY, va celebrar el Mes de la Història de les Dones organitzant una gira especial en carro anomenada "Dones que caminaven per davant" el 31 de març de 2018 i va incloure les tombes (tant marcades com sense) de dones notables de Brooklyn, inclosa Caroline Weldon.